# II liga polska w hokeju na lodzie (2020/2021)
II liga polska w hokeju na lodzie w sezonie 2020/2021 rozgrywana na przełomie 2019 i 2020 roku jako 10. sezon rozgrywek o mistrzostwo II ligi w hokeju na lodzie po reaktywacji rozgrywek na tym poziomie ligowym. W poprzedniej edycji 2019/2020 rozgrywki wygrała drużyna Infinitas KH KTH Krynica. 

## Sezon zasadniczy
W sezonie zasadniczym rywalizowano m.in. w Grupie Południowej.
Grupa Południowa
- KH Gazda Team Nowy Targ
- Infinitas KH KTH Krynica
- KS Hockey Team Oświęcim
- KS Sigma Katowice
- KH Dębica

## Turniej finałowy
Turniej finałowy odbył się w dniach 9-11 września 2020 w Krynicy-Zdroju, a triumfatorem została drużyna Infinitas KH KTH, prowadzona przez Dawida Bulandę i Katarzynę Zygmunt.
Wyniki 1-go dnia
- KH Gazda Team Nowy Targ - KH Warsaw Capitals 12:2 (2:1, 4:0, 6:1)
- Infinitas KH KTH Krynica - KS Sigma Katowice 9:8 k. (4:1, 2:2, 2:5, 0:0, 2:1k.)

Wyniki 2-go dnia
- KH Dębica - KH Warsaw Capitals 5:6 (2:2, 3:2, 0:2)
- GKS Stoczniowiec Oliwa - KS Sigma Katowice 4:6 (1:2, 3:2, 0:2)
- KH Gazda Team Nowy Targ - KH Dębica 10:6 (2:4, 4:2, 4:0)
- Infinitas KH KTH Krynica - GKS Stoczniowiec Oliwa 13:1 (2:0, 6:0, 5:1)

Wyniki 3-go dnia
- Mecz o 5. miejsce: KH Dębica - GKS Stoczniowiec Oliwa 9:4 (3:2, 2:0, 4:2)
- Mecz o 3. miejsce: KS Sigma Katowice - KH Warsaw Capitals 5:4 (3:0, 2:1, 0:3)
- Mecz o 1. miejsce: Infinitas KH KTH Krynica - KH Gazda Team Nowy Targ 4:3 (0:1, 3:0, 1:2)